# Provincia Ghazni
Provincia Ghazni (paștună: غزني; persană: غزنی‎) este una dintre provinciile Afganistanului. Este localizată în partea estică a statului.